# Augustin-René-Louis Le Mintier
Augustin-René-Louis Le Mintier est le dernier évêque de Tréguier du 30 avril 1780 à 1790, date de la suppression définitive de l'ancien diocèse de Tréguier, l'un des sept diocèses historiques bretons qui ont pour origine les sept saints fondateurs de la Bretagne, ici Saint Tugdual.
Il a fait construire en 1785 la flèche de la cathédrale de Tréguier.

## Biographie
Augustin-René Le Mintier, (1729-1801), fils d'Augustin-André Le Mintier (1700-1773), seigneur de Saint-André, et d'Yvonne-Jacquemine Le Mintier, est descendant d'une ancienne famille de la noblesse bretonne originaire de La Motte Basse, en Le Gouray. Il est né  le 28 décembre 1729, au château de Limolëan, à Sévignac. Il est le deuxième d'une famille de dix enfants.
Il fait ses études secondaires au collège de Saint-Brieuc. Il reçoit la tonsure à Paris en 1751 de Christophe de Beaumont. Il est ordonné  prêtre à Saint-Malo en 1753. Il est docteur en théologie de La Sorbonne, en 1757. Il est nommé vicaire général de Dol en 1759, grand-vicaire de l'évêché de Saint-Brieuc en 1766, puis à l'évêché de Rennes en 1769. Il est désigné comme abbé commendataire de l'abbaye Notre-Dame de Melleray en 1776. Nommé évêque de Tréguier, il est sacré  dans l'église du couvent des Feuillants, à Paris, Rue Saint-Honoré, le 30 avril 1780, par François Bareau de Girac, évêque de Rennes, assisté de Lubersac, son prédécesseur et de Jean-François de La Marche, évêque de Léon.
Il est le dernier évêque de Tréguier. Successeur de Jean-Baptiste-Joseph de Lubersac, il prend possession de son siège épiscopal en 1780 et le perd dix ans plus tard, lors de la suppression de l'évêché  par la Révolution Française, le 12 juillet 1790 (décret du 14 novembre 1789).
Adepte de la Réforme catholique, pieux et instruit, Le Mintier exerce son ministère avec dynamisme. Il consacre solennellement en 1782 l'église de Langoat, puis en 1783 celle de Pleudaniel. Il promulgue l'enseignement du breton et publie un catéchisme en breton en 1783. Il fait construire la flèche de la cathédrale de Tréguier qui sera inaugurée en 1785.
Il se signale à l'attention des commissaires de la Révolution en prenant une position ferme contre la Constitution civile du clergé et en publiant un mandement contre-révolutionnaire destiné au clergé du Trégor et aux fidèles. Convoqué devant le tribunal du Châtelet à Paris, à l'instigation de l'abbé de Pradt, membre de l'Assemblée Constituante, le 14 septembre 1790, il est acquitté et rentre triomphalement à Tréguier. Mais, victime de la vindicte des révolutionnaires qui viennent l'injurier jusque dans sa cathédrale, il doit quitter son palais épiscopal. Après un temps de retraite dans le château familial de Boisriou, dans la famille Le Borgne de Coëtivy, en Trévou-Tréguignec,il s'exile le 14 février 1791 à Jersey, accompagné de son valet de chambre, Pierre Taupin. La femme de ce dernier, mère de cinq enfants, est guillotinée le 4 mai 1794, sur la place du Martray, pour avoir caché des prêtres réfractaires. Pierre Taupin, de retour en Bretagne, se venge de la mort de sa femme en exécutant le président du tribunal révolutionnaire qui l'avait condamnée. Envoyé en déportation à Cayenne, il s'en est évadé et a rejoint la Bretagne où il devient chef des chouans à Pommerit-Jaudy, entre Lannion et Tréguier.
À Jersey, Le Mintier réunit autour de lui un grand nombre de prêtres et de séminaristes proscrits, victimes de la Constitution civile du clergé. Il procède à des ordinations et devient le soutien des exilés. Devant la menace d'invasion des troupes révolutionnaires françaises, il doit quitter Jersey pour gagner l'Angleterre où il réside à Londres, chez madame de Catuelan-Le Merdy, veuve du président du Parlement de Bretagne, jusqu'à sa mort survenue le 21 janvier 1801. Il est inhumé au cimetière de Saint-Pancrace à Londres. L'abbé de Chateaugiron, prêtre du diocèse de Rennes, qui faisait partie de son entourage, prononce son éloge funèbre. Ses cendres sont rapatriées plus d'un demi-siècle plus tard, le 8 juillet 1868, et déposées dans la cathédrale Saint-Tugdual de Tréguier.

## Lettre du roiLouisXVIà Le Mintier, évêque de Tréguier (Extraits)
« Vous connaissez les troubles qui désolent mon royaume; vous savez que dans plusieurs provinces, des brigands et des gens sans aveu s'y sont répandus et que, non contents de se livrer eux-mêmes à toutes sortes d'excès, ils sont parvenus à soulever l'esprit des habitants des campagnes, et portant l'audace jusqu'à répandre de faux arrêts de mon Conseil, ils ont persuadé qu'on exécuterait ma volonté, ou qu'on répondrait à mes intentions en attaquant les châteaux et en y détruisant les archives et les divers titres de propriété…
[…] Tant de maux, tant d'affliction ont oppressé mon âme, et après avoir employé, de concert avec l'Assemblée Nationale, tous les moyens qui restent en mon pouvoir pour arrêter le cours du désordre, averti par l'expérience des bornes de la sagesse humaine, je veux implorer publiquement le secours de la divine providence, espérant que les vœux de tout un peuple toucheront un Dieu de bonté, et attireront sur le royaume les bénédictions dont il a tant besoin...
[…] Venez donc à mon aide, venez au secours de l’État par vos exhortations et par vos prières; Je vous y invite avec insistance et je compte sur votre zèle et sur votre obéissance. Sur ce, je prie Dieu qu'il vous ait; Mgr l'évêque de Tréguier, en sa sainte garde.
Fait à Versailles le 3 septembre 1789. Signé LOUIS »

## Mandement de l'évêque de Tréguier (Extraits)
Le Mintier ordonne des prières publiques pour le rétablissement de l'ordre et de la paix dans l'intérieur du royaume :

« Augustin René Louis Le Mintier, par la miséricorde de Dieu et la grâce du Saint-Siège et aux fidèles de notre diocèse apostolique, évêque de Tréguier, conseiller du roi en tous ses conseils, etc. au clergé séculier.
[…] Nous ne pouvons, nos très chers frères, vous peindre les sentiments que nous avons éprouvés à la lecture de la lettre touchante dont le roi nous a honoré…
[…] Dans la crise générale qui agite le royaume que des esprits ennemis de toute domination ont fait naître, quand des libellistes fougueux fermentent, non plus en secret et dans les ténèbres, mais par des écrits incendiaires répandus avec audace, dévorés avec avidité; Dans ces jours malheureux, où le premier, le plus illustre trône de l'univers est ébranlé jusque dans ses fondements; lorsque les mouvements convulsifs de la capitale se font sentir dans les provinces les plus reculées de l'Empire Français; serait-il permis aux évêques de garder un coupable silence ?
[…] Puisse le flambeau de la religion et de la raison dissiper les nuages de la calomnie et de l'erreur. Puisse le jour du repos et du bonheur, succéder à la tempête dont nous sommes menacés.
[…] Puisse ce règne que nous avons vu commencer sous les plus heureux présages, devenir encore le règne de la paix, de la gloire et de l'abondance.
[…] Nous recommandons aux fidèles d'assister aux processions avec piété et à chacun d'eux de prier en particulier, pour la conservation du roi, de la reine, de monseigneur le dauphin, de toute la famille royale, et pour la paix, l'union, et la concorde générale du royaume…
Donné à Tréguier en notre palais épiscopal le 14 septembre 1789, signé Augustin René Louis, évêque de Tréguier. »

## Réponse des communes du Trégor (Extraits)
Les municipalités de Morlaix, Lannion, La Roche-Derrien et Pontrieux se réunissent le 24 septembre 1789 à Tréguier et publient la réponse suivante à l'adresse des syndics de paroisse :

« Nos chers frères et amis,
Nous ne pouvons voir avec indifférence les nouvelles tentatives que l'on fait pour diminuer la confiance que nous devons avoir dans les États-Généraux. Nous ne pouvions nous attendre à trouver dans notre évêque le dépréciateur des travaux de l'Assemblée Nationale et du soin qu'elle prend pour soulager le peuple. Déjà, elle a prononcé l'abolition d'une foule d'abus: les droits de dîmes, de moulins, les corvées,la milice, le franc-fief et ce sont les premiers avantages qui nous sont assurés en l'annonce d'une quantité d'autres dont nous jouirions si l'intérêt personnel ne s'y était opposé. C'est ce même intérêt qui a dicté le mandement de notre prélat. Il est gentilhomme breton. Il fut pendant six mois député des siens pour empêcher la représentation du Tiers aux États Généraux…
Son mandement qui ne devait avoir d'autre but que de commander les prières ordonnées par le roi, pour la paix et la tranquillité, est une invitation à la révolte…
Nous avons cru ne pouvoir nous dispenser de le dénoncer à l'Assemblée Nationale et au Garde des Sceaux… »

## Opposition de Le Mintier à la Constitution civile du Clergé (Extraits)
Le Mintier s'oppose à la Constitution civile du clergé promulguée le 12 juillet 1790 et adresse aux prêtres du Trégor une adresse . Il obtient 225 signatures pour refuser le serment :

« Le schisme dont nous sommes prochainement menacés vous alarme et vous afflige sans doute. Je me persuade que vous désirez ne rien omettre de ce qui dépend de vous pour en empêcher l'établissement. Je crois que ce qu'il y a de mieux à faire est de nous réunir et de déclarer unanimement que nous regarderons comme intrus tout ecclésiastique promu à l'épiscopat ou préposé du gouvernement d'une paroisse suivant les formes nouvelles, jusqu'à ce qu'elles soient adoptées par l'Église et que nous communiquerons avec eux a divinis. »

## Publication à Londres
À Londres, Le Mintier compose des écrits et notamment un livret de 16 pages intitulé Dissertation concernant la promesse de fidélité exigée des prêtres catholiques par le nouveau gouvernement de France. Il soutient que cette promesse n'est pas licite et il présente la défense des droits au trône de France du roi Louis XVIII en exil.

## Oraison funèbre de Le Mintier
L'abbé de Chateaugiron a prononcé à Londres l'oraison funèbre de Le Mintier le 21 avril 1801 :

« La mort de Monseigneur Le Mintier causa une grande émotion, non seulement dans le clergé de France résidant à Londres et dans toutes les parties de l'Angleterre, mais aussi dans tous les ordres et classes de l'émigration. D'une voix unanime, la justice publique proclama qu'en sa vénérable personne, l'Église gallicane venait de perdre une de ses premières lumières, le clergé en général, un modèle de perfection évangélique, ses dignes coopérateurs, ministres des saints autels, un père consolateur et les fidèles de son diocèse, un tendre ami, toujours prêt à leur donner l'instruction et la nourriture spirituelle. »

— Abbé de Lubersac, Journal historique et religieux de l'émigration…, Londres-1802.

## Mausolée de Le Mintier
Les restes de Le Mintier sont transférés en la cathédrale de Tréguier le 8 juillet 1868. L'évènement a un retentissement considérable, et donne notamment l'occasion au poète J.-P.-M. Lescour de composer une longue élégie funèbre en breton (Gwerz an Ao. Augustin-René Ar Mintier, dans Telenn Gwengam / La Harpe de Guingamp, Brest, Piriou, 1869, p. 52-63).
Son mausolée est situé dans la chapelle située entre les 5e, 6e et 7e travées du collatéral nord de la cathédrale de Tréguier, contre le pignon, face à l'autel. Il est au côté de celui du duc Jean V de Bretagne. Épithaphe: « A.D. 1801. AUGUSTUS RENATUS LUDOVICUS LE MINTIER. DE Sto ANDREA. EPISCOPUS ET COMES. TRECORENSIS. OBIIT DIE XXI APRILIS. A.D.1801. SUB HOC TUMULO. LAPIDEO CORPUS. POST PUBLICAM POMPAM. DEPOSITUM FUIT DIE 8° JULII 1868. »

## Armoiries, blason et devise
- Armoiries : De gueules à la croix engrêlée d'argent.
- Devise : « Deus meus omnia sunt » (« Dieu est mon tout. »)

## Le catéchisme breton
Le Catéchisme de Mgr Le Mintier proprement dit est connu sous deux formes:
- [Livre du catéchumène:] Catechis imprimet dre urs an Autro (…) Augustin-René-Louis Le Mintier, escop ha cont à Dreguer (...). Eil edition. Morlaix: Pierre Guyon, 1783. In-8°, IV+XIV+66 p.
- [Livre du catéchiste:] Catechis imprimet dre urz an Autro (…) Augustin-René-Louis Le Mintier, escop a Dreguer. Edition nevez augmentet dre un nombr bras a Histoario hac Explicationo util evit ar bobl christen. Morlaix: Pierre Guyon, 1783. In-8°, 269 p.

La précision « Seconde — Nouvelle édition » se réfère à l'édition originale publiée en 1769 à l'initiative de Jean-Marc de Royère, évêque de Tréguier de 1767 à 1773. Il ne survit apparemment aucun exemplaire de cette première édition, totalement ignorée des bibliographes. Elle est mentionnée dans le mandement épiscopal imprimé en tête de «seconde» ou «nouvelle» édition, publiée sur ordre de Jean-Augustin de Frétat de Sarra, évêque de 1773 à 1775, avec « quelques changements, qui en rend[ent] le texte plus clair, & l'intelligence plus facile » (Morlaix: Pierre Guyon, 1775; in-16). La même précision est reprise dans la réédition à l'identique procurée par Le Mintier huit ans plus tard (références ci-dessus).
Auparavant, ce même catéchisme avait été (ré-)édité par pratiquement chacun des évêques qui se sont succédé sur le siège: O. Jégou (1694-1731): 3e éd., Morlaix, Ploësquellec, 1703; Fr.-H. de la Fruglaye (1732-1745): Tréguier, Le Vieil, 1739; Ch. Le Borgne de Kermorvan (1746-1761): Saint-Brieuc, Mahé, 1752.
Après le Premier Empire, où un catéchisme unique fut imposé à tous les diocèses français (version bretonne pour Saint-Brieuc et Tréguier: Saint-Brieuc, Prudhomme 1807 et 1808), le Catéchisme de Mgr Le Mintier fut réédité en 1817, sur ordre de Jean-Baptiste de Caffarelli du Falga, évêque de Saint-Brieuc et Tréguier. Il est désigné, dans l'Approbation épiscopale, comme le Catéchisme de Tréguier, composé en breton par les anciens évêques de ce Diocèse: (le nom de Le Mintier , auteur de ce catéchisme n'est même pas mentionné dans la réédition!).